# Tikato
Tikato est une localité située dans le département de Pissila de la province du Sanmatenga dans la région Centre-Nord au Burkina Faso.

## Géographie
Tikato se trouve à 6 km au sud-ouest de Firka, à 7 km au nord-est du centre de Pissila, le chef-lieu du département, et à environ 40 km à l'est de Kaya, la capitale régionale. Le village est à 1,5 km au nord de la route nationale 3 (qui traverse son territoire) reliant à Tougouri à Kaya.

## Économie
L'activité du village est essentiellement agricole et bénéficie de l'irrigation permise par le barrage de retenue construit en 1987 grâce à des crédits de coopération franco-allemand et d'aide internationale. Il a été restauré (renforcement de la digue et désensablement) en 2008 et est utilisé par plus de mille exploitants pour leurs cultures maraîchères et vivrières.

## Éducation et santé
Les centres de soins les plus proches de Tikato sont soit le centre de santé et de promotion sociale (CSPS) de Firka soit celui de Pissila tandis que le centre hospitalier régional (CHR) se trouve à Kaya.
Le village possède une école primaire publique.